# Edward Digby
Edward Digby (vers 1693 - 2 octobre 1746) est le troisième fils de William Digby (5e baron Digby). Il représente le Warwickshire en tant que conservateur depuis la mort de son frère Robert en 1726 jusqu'à sa propre mort en 1746.

## Biographie
De 1725 environ jusqu'à sa mort, il vit dans le manoir de Wandsworth, Surrey ,. Lors de l'élection partielle qui suit la mort de son frère Robert en 1726, Edward est élu député du Warwickshire. Conservateur, il s'est souvent prononcé contre le ministère Walpole. Au cours des années 1730, il se prononce à plusieurs reprises contre l'emploi d'une armée permanente et de troupes étrangères. Il dénonce Sir Robert Sutton (diplomate) (en) après l'effondrement de la Charitable Corporation, soutient un projet de loi infructueux visant à interdire aux titulaires de charges gouvernementales d'accéder au parlement en 1734 et s'oppose à la Charitable Uses Act 1735, qui impose des règles plus strictes sur les legs caritatifs de terres. Il tente également de modifier la loi de 1739 sur l'exemption de l'impression pour prévoir la délivrance d'un certificat de protection aux personnes rejetées pour impression, mais n'a pas réussi. En dehors du Parlement, il est, comme son père, actif au sein de la Georgia Society et en est le premier président.
Le 10 juillet 1729, il épouse Charlotte Fox (d. novembre 1778), la fille de Stephen Fox, dont il a six fils et une fille :
- Edward Digby (6e baron Digby) (1730–1757)
- Henry Digby (1er comte Digby) (1731–1793)
- Robert Digby (1732–1815)
- Guillaume Digby (1733–1788)
- Col. Stephen Digby (1742–1800)
- Charles Digby (1743–1811), recteur de Kilmington, Somerset, épouse Priscillia Melliar en 1775
- Charlotte Digby (décédée le 16 juin 1753)

Après l'effondrement du ministère Walpole en 1742, Digby, écrivant à son ami John Ward, exprime son mécontentement face au manque de leadership constructif de la part des conservateurs, sentant le duc d'Argyll inférieur en tant que chef à Sir William Wyndham. Le comité secret chargé d'enquêter sur la conduite de Walpole avait, pensait-il, été rendu inutile par le fait que le projet de loi n'indemnisait pas ceux qui témoignaient devant lui, et il était très mécontent des machinations qui ont amené le ministère suivant au pouvoir. Il meurt du vivant de son père, le 2 octobre 1746.